# کارل آدام (بازیکن فوتبال)
کارل آدام (انگلیسی: Karl Adam; ۴ فوریهٔ ۱۹۲۴ – ۹ ژوئیهٔ ۱۹۹۹) بازیکن فوتبال اهل آلمان بود.
از باشگاه‌هایی که در آن بازی کرده‌است می‌توان به باشگاه فوتبال بایرن مونیخ، باشگاه فوتبال کایزرسلاوترن، و باشگاه فوتبال درسدنر اشاره کرد.